# 愛 愛 愛
「愛 愛 愛」（あいあいあい）は、2016年5月3日にSME Recordsから発売された9nineの19枚目のシングル。

## 概要
前作「MY ONLY ONE」から約9ヶ月ぶりの2016年第1弾シングル。また、メンバーの川島海荷が同年夏のツアーを以て9nineを脱退したため、今作が5人体制でのラストシングルにもなった。『通常盤』のほか、各メンバーをフィーチャーした初回生産限定パッケージ5種を合わせた計6形態で発売された。

## 収録曲
全作詞・作曲：津波幸平
1. 愛 愛 愛 [4:33]
編曲：Markus Bogelund
上述の通り、川島にとっては今回の表題曲が正真正銘最後の楽曲となったが、それに寄せた楽曲とする事はなく、あくまでもコンセプトは「『MY ONLY ONE』の次に来るシングル」として制作された。また、楽曲自体のイメージにおいては「昭和の香り」を出す事が意識されており、キャッチーな言葉使いとパラパラ風のダンスを強調している[2]。
2. あと少しだけ [5:05]
編曲：津波幸平
3. パリナイ [3:39]
編曲：津波幸平
4. 愛 愛 愛（Instrumental）
5. あと少しだけ（Instrumental）
6. パリナイ（Instrumental）

### 初回限定盤DVD
1. 「愛 愛 愛」Music Video
  - 監督：多田卓也 / 振付：CHEW
2. 「9nine Live Circuit 2015 ファイナル」@日比谷野外大音楽堂（2015.7.18）ライブ映像
  - 「HAPPY 7 DAYS」川島海荷Edition（初回生産限定盤Aのみ）
  - 「Cross Over」佐武宇綺Edition（初回生産限定盤Bのみ）
  - 「Re:」村田寛奈Edition（初回生産限定盤Cのみ）
  - 「SHINING☆STAR」吉井香奈恵Edition（初回生産限定盤Dのみ）
  - 「With You/With Me（Album ver.）」西脇彩華Edition（初回生産限定盤Eのみ）

## タイアップ
| 曲名     | タイアップ                                                |
| -------- | --------------------------------------------------------- |
| 愛 愛 愛 | カンテレ・フジテレビ系『にじいろジーン』お天気コーナーBGM |